# Eastbrook (Maine)
Eastbrook es un pueblo ubicado en el condado de Hancock en el estado estadounidense de Maine. En el Censo de 2010 tenía una población de 423 habitantes y una densidad poblacional de 4,34 personas por km².

## Geografía
Eastbrook se encuentra ubicado en las coordenadas 44°41′17″N 68°14′21″O / 44.68806, -68.23917. Según la Oficina del Censo de los Estados Unidos, Eastbrook tiene una superficie total de 97.51 km², de la cual 86.38 km² corresponden a tierra firme y (11.41%) 11.12 km² es agua.

## Demografía
Según el censo de 2010, había 423 personas residiendo en Eastbrook. La densidad de población era de 4,34 hab./km². De los 423 habitantes, Eastbrook estaba compuesto por el 97.64% blancos, el 0.24% eran afroamericanos, el 0.71% eran amerindios, el 0% eran asiáticos, el 0% eran isleños del Pacífico, el 0% eran de otras razas y el 1.42% pertenecían a dos o más razas. Del total de la población el 0.71% eran hispanos o latinos de cualquier raza.